# Porotaka
Porotaka es un género de arañas araneomorfas pertenecientes a la familia Agelenidae. Se encuentra en Nueva Zelanda.

## Especies
Según The World Spider Catalog 12.0:
- Porotaka detrita Forster & Wilton, 1973
- Porotaka florae Forster & Wilton, 1973